# Rune Wenliden
Rune Wenliden, född 25 november 1935, är en svensk målare, tecknare. grafiker och illustratör som delar sitt boende mellan ön Ven och Dösjebro i Skåne.
Wenliden har främst gjort sig bekant som skicklig naturillustratör och har illustrerat ett antal böcker om jakt och djur. Tidigare skrev han även själv för tidningen Arbetet om jakt och fiske. Han tillhörde Grupp-K.
Rune Wenliden har även blivit känd som guide vid Tycho Brahe-museet på Ven.

## Utställningar
Tillsammans med Grupp-K:
- Löddeköpinge, 1979
- Landskrona, 1979
- Teckomatorp, november 1979
- Röda Kvarn, Svalöv, 1-14 december 1979